# Partito Popolare del Lavoro per il Progresso
Il Partito Popolare col Lavoro per il Progresso (Narodna stranka Radom za boljitak, NSRzB) è un partito politico bosniaco, con sede a Sarajevo.
NSRB è stata fondata nel 2001 dall'imprenditore Mladen Ivanković Lijanović. Si definisce come un partito multietnico e supporta la libera impresa e il libero mercato. Esso opera nella Federazione di Bosnia ed Erzegovina e il suo corpo votante è composto principalmente da croati.
Il partito inoltre ha fatto parte del Governo della Federazione dal 2001 fino al 2003 e nuovamente dal 2010 su decisione del nuovo presidente Jerko Ivanković Lijanović.